# Histon H2B
Histon H2B je jedan od pet glavnih histonskih proteina koji uzimaju udela u strukturi hromatina u eukariotskim ćelijama. On sadrži globularni glavni domen i dug N-terminusni rep. H2B je deo strukture nukleozoma.
Drugi proteini histona su:
- H1
- H2A
- H3
- H4